# Amblyseius kokufuensis
Amblyseius kokufuensis är en spindeldjursart som beskrevs av Ehara och Kato 1994. Amblyseius kokufuensis ingår i släktet Amblyseius och familjen Phytoseiidae. Inga underarter finns listade i Catalogue of Life.